# Thionourethane

Allgemeine Struktur der Thionourethane. Dabei sind:
R^{1} und R^{2} = Aliphatischer oder aromatischer Rest oder H
R^{3} = Aliphatischer oder aromatischer Rest, H, Metall (bei Salzen)

Als Thionourethane (auch Thionurethane) werden die Vertreter einer chemischen Stoffgruppe bezeichnet. Es handelt sich dabei um die Thionester der instabilen Thioncarbaminsäure (H2N–CSOH). Sie sind regioisomer zu den Thiolourethanen. 
Die Stoffgruppen der Thiono- und der Thiolourethane werden oft mit der unscharfen Bezeichnung Thiourethane (synonym: Thiocarbamate) zusammengefasst.

## Herstellung
Thionurethane lassen sich durch Veresterung von Isothiocyanaten mit Alkoholen darstellen:

## Bedeutung

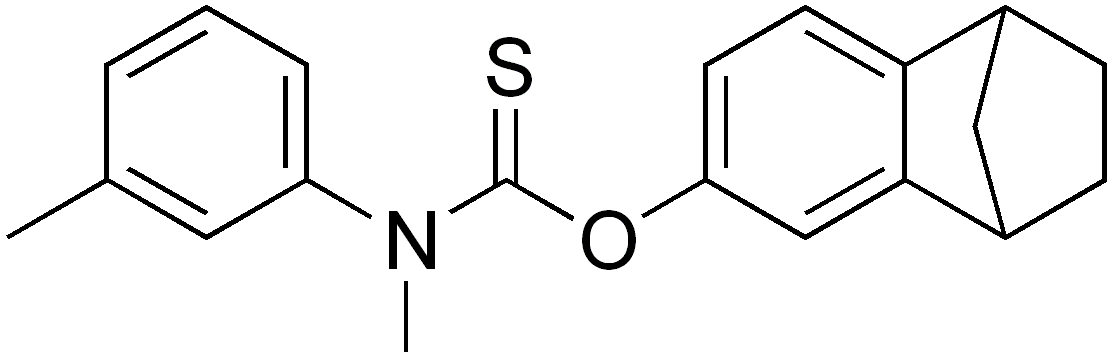
Strukturformel von Tolciclat

Nur wenige Thionourethane haben technische Bedeutung. Anwendung als Antimykotika finden beispielsweise Tolnaftat und Tolciclat.

## Reaktionen
Am Sauerstoff arylsubstituierte Thionourethane lassen sich durch die Newman-Kwart-Umlagerung (auch Thiono-Thiolo-Umlagerung) in die isomeren Thiolourethane überführen.